# Alexis HK
Ne doit pas être confondu avec HK.
Alexis Djoshkounian, dit Alexis HK, est un auteur-compositeur-interprète français, né le 2 avril 1974 à Poissy (Yvelines).

## Carrière

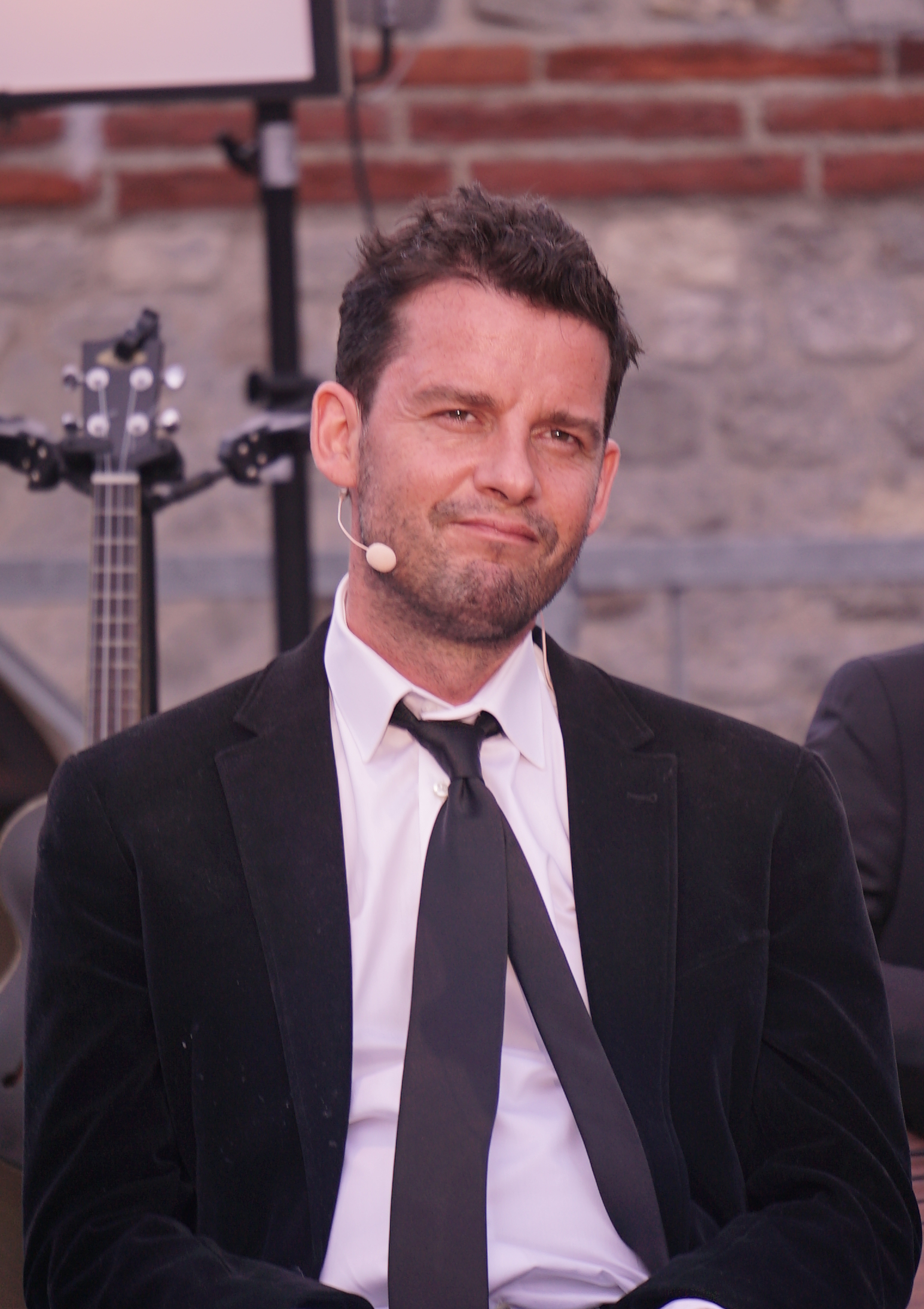
Alexis HK en concert à Reims.

Alexis HK commence la musique à l'adolescence. En 1997, il est repéré par le manager du label Musiques Hybrides, Olaf Hund. Il enregistre un premier CD, Anti-héros notoire, sous le pseudonyme Alexis Hashka. Il est distribué en petite quantité à la fin de ses premiers concerts, et le titre C'que t'es belle obtient une place sur la compilation Petites scènes en chanson. Il enchaîne les concerts, accompagné par Emmanuel  « Mana » Chabbey (contrebasse), Philippe Létang (basse, guitare), Peyo Lissarrague (percussions, batterie) et les frères Riou : Marc (percussions, flûtes) et Grégoire (accordéon), ces deux derniers participant aussi au groupe Trad'Ouir.
Son deuxième album, Belle Ville, est publié en 2002 par Hund. Devant le succès qu'il rencontre, Alexis signe quelques mois plus tard chez Labels. Ce dernier réédite l'album, avec trois pistes bonus. Alexis HK se lance après cela dans une série de concerts et on le voit entre autres au Printemps de Bourges ou aux Francofolies de La Rochelle.
En 2004 paraît L'Homme du moment, toujours chez Labels. Il est accompagné de ses musiciens de scène, auxquels s'ajoutent sur la piste Norvège la chanteuse Silje Grepp, Jérome Boivin le contrebassiste de Java et le guitariste Sébastien Martel. Alexis HK continue ses tournées et sort en 2005 un opus intitulé C'que t'es belle en live, qui comporte des morceaux enregistrés en concert ainsi que lors d'une session sur FIP. En 2007, il diffuse quelques nouveaux titres sur son Myspace et prépare un nouvel album. En 2008, il effectue la première partie en solo de la tournée de Renan Luce.
En 2009 sort l'album Les Affranchis, réalisé par Matthieu Ballet (Miossec, Thomas Fersen, Merzhin, Monsieur Chance), avec Philippe Entressangle, Simon Mary, Pierre Sangra, Joseph Racaille, Jérôme Bensoussan. Liz Cherhal et Renan Luce prêtent également leurs voix. Alexis HK clôture sa tournée Les Affranchis par un concert à l'Olympia, le 6 décembre 2010.
En 2010, il écrit avec Liz Cherhal un livre-disque pour enfants Ronchonchon et compagnie. Juliette, Jehan et Loïc Lantoine participent également à l'enregistrement. En 2011, il fait une tournée de deux mois (octobre et novembre) sous le nom « Seuls à trois » avec Renan Luce et Benoît Dorémus.
En 2012 sort un nouvel album, Le Dernier Présent, dont la chanson-titre sort en clip en juin 2012. Pour l'album et la tournée qui suit il s'accompagne de Simon Mary à la contrebasse, Matthieu Ballet au claviers, Hibu Corbel à la batterie et Pierre Sangra aux guitares, banjo et violon.
En 2013, il préside le jury du 3e Prix Georges-Moustaki, à la Sorbonne. Il fait partie des artistes de l'album Enfantillages 2 d'Aldebert avec la chanson Le Dragon. Aux côtés de Fixi (accordéoniste et claviériste du groupe Java), et accompagné par Alexis Bossard (batteur), Jean-Yves Dubanton (guitariste) et James Sindatry (contrebassiste), il monte l'Ultra Bal, un bal musette moderne dont les principales invitées sont Zaza Fournier, Flavia Coelho, Karimouche, Chloé Lacan et Alexandra Gatica.
En 2014, par le biais de l'Association 45 Tour, il entame une tournée intimiste, et propose des rencontres / show-cases dans les médiathèques de France. Il joue seul avec sa guitare acoustique.
En mai 2016, il donne un concert à Granges-sur-Vologne avec 270 choristes qui fait salle comble.
Alexis HK a grandi bercé, entre autres, par les chansons de Brassens. Il sort en 2017 un album de reprise (Georges & moi) suivi par deux ans de tournées avec un spectacle de reprise des chansons de Georges Brassens mis en scène par François Morel avec la collaboration de l'humoriste Jean-Luc Lemoine. Il avait déjà repris Le Grand Pan et Le Mouton de Panurge sur ses albums précédents.

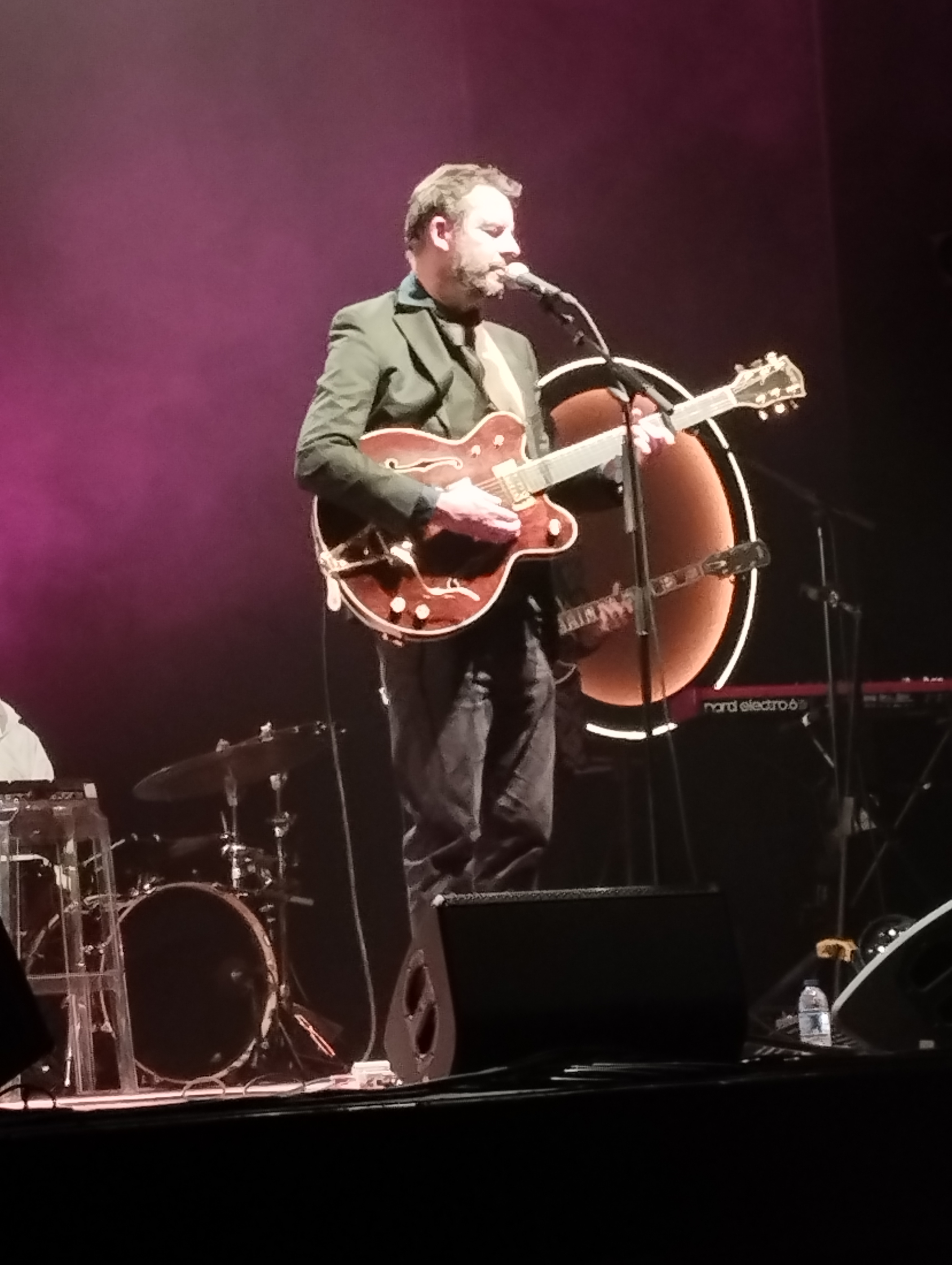
Alexis HK en concert au théâtre André-Malraux de Chevilly-Larue, en octobre 2023.

En 2018 sort son 6e album Comme un ours, composé et enregistré dans sa maison nantaise. Il sera suivi en 2020 par son premier album enregistré en public : Comme un Ours (live). C'est le père d'Alexis HK qui est l'auteur du Cerisier sur cet album. Cet album comprend entre autres le titre Marianne, en référence aux attentats du 13 novembre 2015.
En 2022, il sort son 7e album Bobo playground.

## Vie personnelle
Son père est cadre commercial et sa mère assistante de direction. Après avoir changé souvent de lycée, il obtient son baccalauréat puis étudie la philosophie à la faculté de lettres de Nanterre.
En 2008, il a un fils avec la chanteuse Liz Cherhal. Le titre Salut mon grand sur l'album Comme un ours lui est consacré.

## Discographie

### Livre-album jeunesse
- 2016 : La Petite Trouille[12], texte et illustrations d'Édouard Manceau, composition, chant et narration de Alexis HK, Montpellier : Benjamins media

### Participations
- 2009 : Chez Leprest, vol. 2 - Reprise de Le Temps de finir la bouteille.
- 2013 : Enfantillages 2 d'Aldebert - Duo avec Aldebert sur la chanson Le Dragon.
- 2014 : La Bande à Renaud - Reprise de Je suis une bande de jeunes avec Renan Luce et Benoît Dorémus.
- 2016 :  Clarika - Album  De quoi faire battre mon cœur, duo sur Dire qu'à cette heure.
- 2017 : Au café du canal - La Tribu de Pierre Perret - Reprise de Celui d'Alice de Pierre Perret, orchestré par les Ogres de Barback[13].
- 2018 : Il interprète Pablo le taureau dans le conte musical Le Grand Voyage d'Annabelle.

## Filmographie
- 2005 : Ainsi parlait... Alexis HK, Autoportrait-documentaire. Réalisateur : Serge Gauthier-Pavlov. L'AUTRE Film distribution. Durée : 52 min

### Bande dessinée inspirée d'une de ses chansons
- Monsieur le Maire et ses révolutionnaires, librement inspiré de sa chanson César, extraite de l'album Le Dernier Présent, textes Alexis HK et Marie de Monti, dessins Marie de Monti ; ouvrage publié aux éditions Viltis BD ; ouvrage et CD Le Dernier Présent publiés dans la collection Zik&bulles, ACCFA, 2012[14]  (ISBN 978-2-84968-014-8)
- Le Dernier Présent (Partitions songbook : piano - voix - guitare) Éditions Abacaba (octobre 2013).